# Дитрих II/IV (Клеве)
Дитрих II/IV (на немски: Dietrich II/IV, * ок. 1125, † 27 април 1172) е граф на Клеве от 1147 до 1172 г.
Той е големият син на граф Арнолд I († 1147) и на Ида фон Льовен († пр. 1162) от род Регинариди.
Той е женен за Аделхайд фон Зулцбах († 1189), дъщеря на граф Гебхард III фон Зулцбах († 1188) и Матилда Баварска († 1183), дъщеря на баварския херцог Хайнрих IX Черния. Той е баща на:
- Маргарете, 1174 г. омъжена за ландграф Лудвиг III († 1190) от Тюрингия
- Дитрих III/V († 1202), наследява баща си
- Арнолд II († пр. 1201), женен за Аделхайд фон Хайнсберг
- Аделхайд, 1187 г. омъжена за граф Дитрих VII от Холандия († 1203)